# القمة الخليجية التركية 2023
القمة الخليجية التركية 2023 عقدت القمة في يوم الثلاثاء 5 ديسمبر 2023 بمدينة الدوحة عاصمة دولة قطر برئاسة الشيخ تميم بن حمد آل ثاني أمير دولة قطر وبمشاركة الرئيس التركي رجب طيب أردوغان بالتزامن مع أستضافة دولة قطر للقمة الخليجية السنوية في دورتها ال44.  

## المشاركون

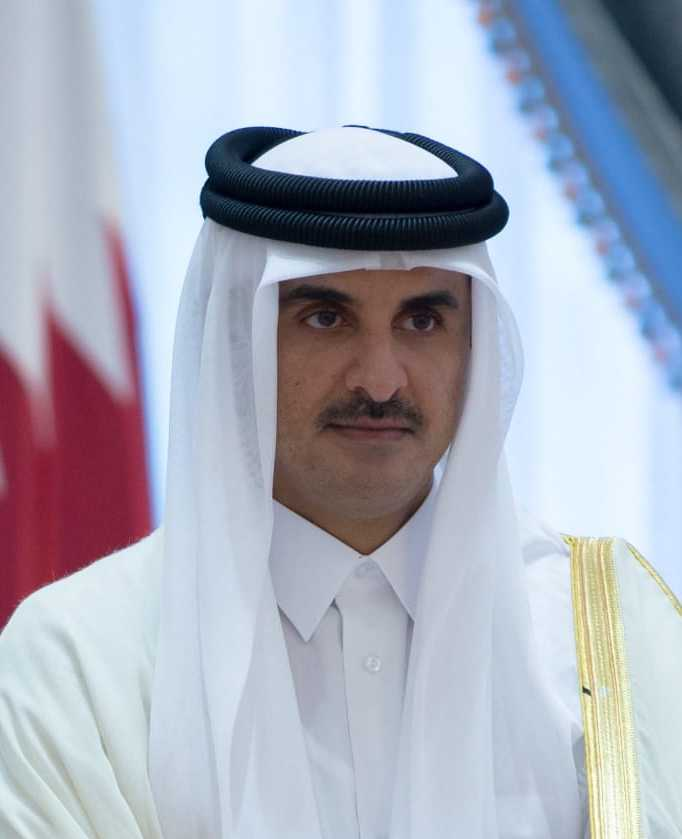
قطر الشيخ تميم بن حمد آل ثاني أمير دولة قطر (الرئيس)
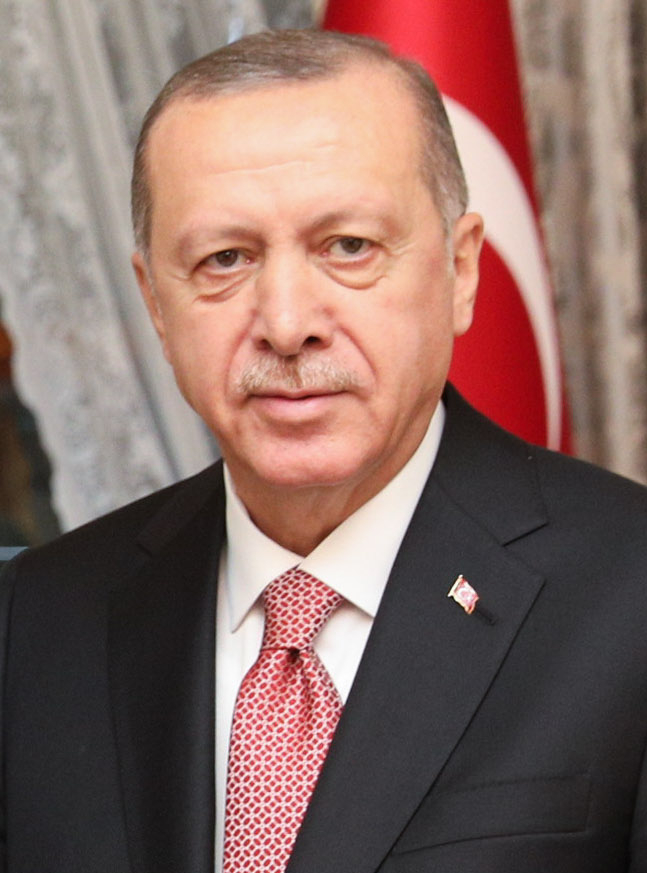
تركيا الرئيس رجب طيب أردوغان رئيس الجمهورية التركية
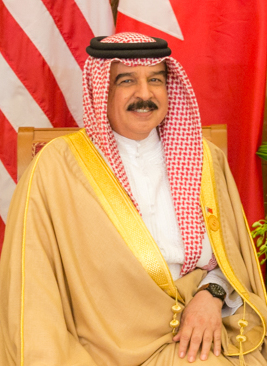
البحرين الملك حمد بن عيسى آل خليفة ملك مملكة البحرين
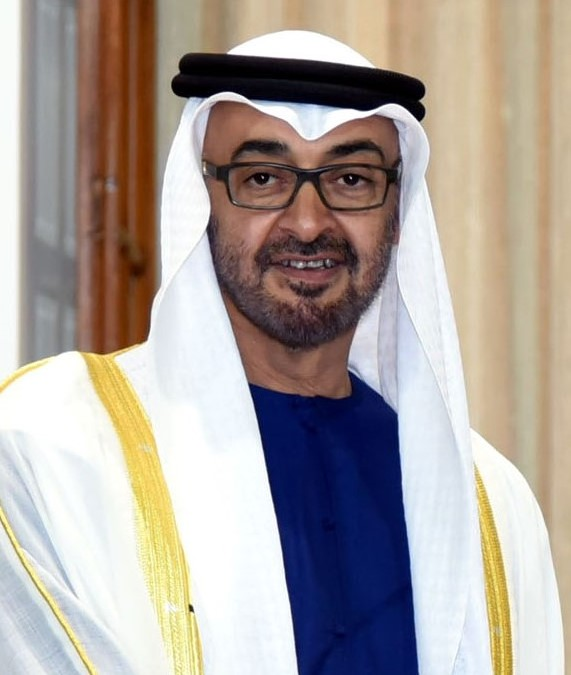
الإمارات العربية المتحدة الشيخ محمد بن زايد آل نهيان رئيس دولة الإمارات العربية المتحدة
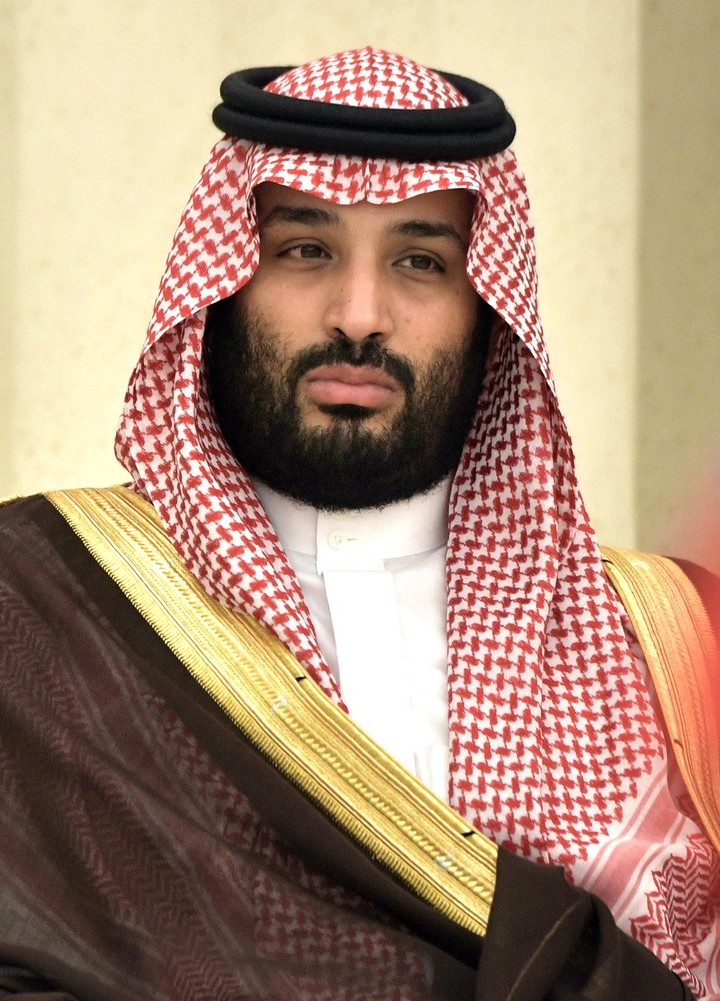
السعودية الأمير محمد بن سلمان آل سعود ولي العهد رئيس مجلس الوزراء
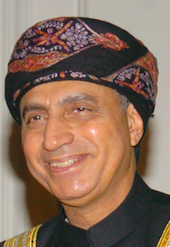
عُمان السيد فهد بن محمود آل سعيد نائب رئيس الوزراء لشؤون مجلس الوزراء
الكويت الشيخ سالم عبدالله الجابر الصباح وزير الخارجية
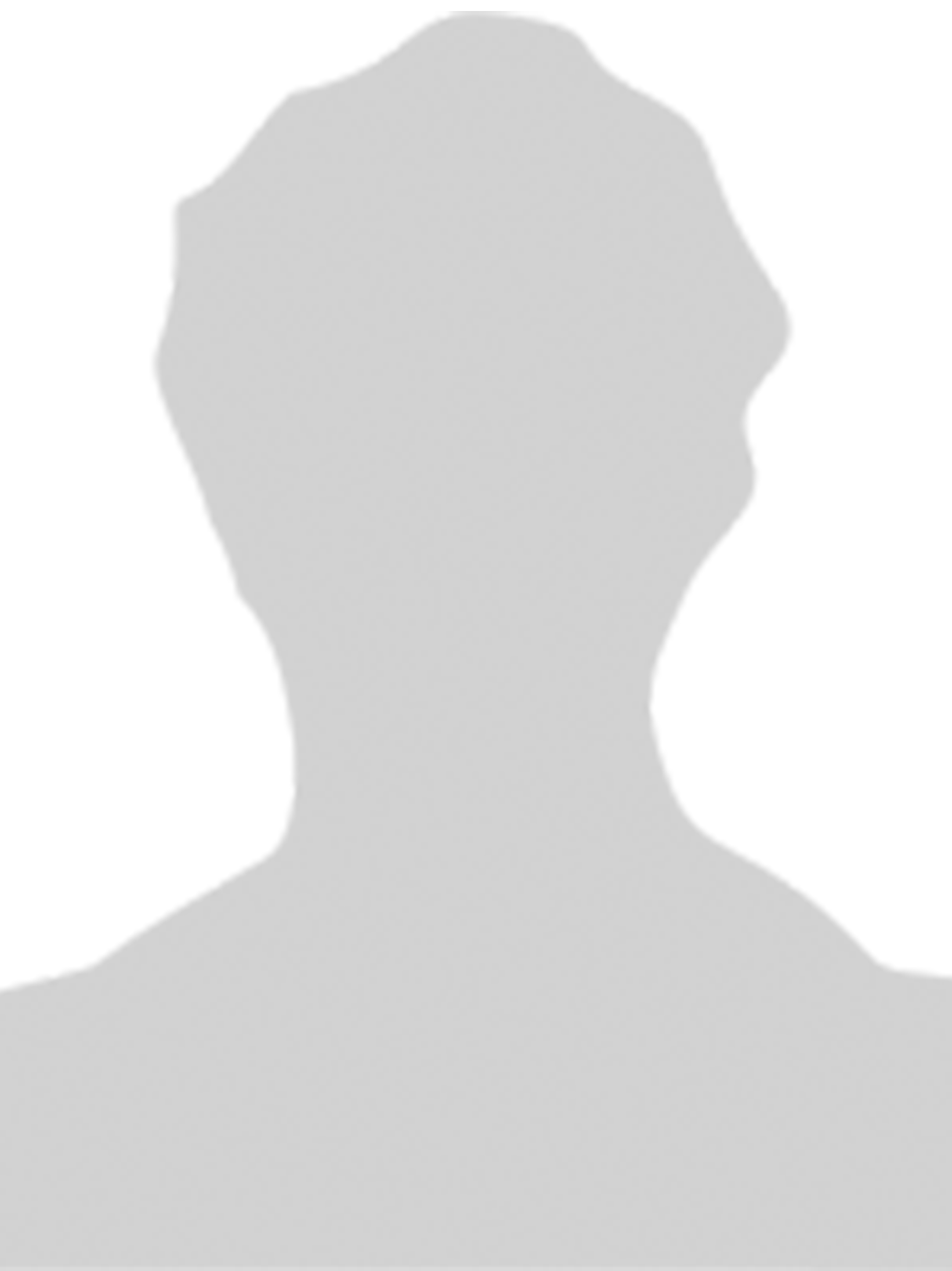
مجلس التعاون الخليجي جاسم محمد البديوي أمين عام مجلس التعاون لدول الخليج العربية